# Турист (приёмник ВЭФ)

«Турист» в пластмассовом корпусе на подставке

«Турист» ПМП-56 — портативный ламповый радиоприёмник ДВ и СВ диапазона с универсальным питанием (от батарей и от сети переменного тока), производившийся рижским заводом ВЭФ с 1956 по 1959 г. Первый в СССР массовый портативный приёмник и одна из последних ламповых разработок такого класса перед полным переходом к транзисторным приёмникам. Выпущено более 300 тыс. штук.

## Технические характеристики
Приёмник — супергетеродин на пяти пальчиковых лампах прямого накала («батарейных»). Корпус приёмника пластмассовый (у первых выпусков — деревянный, оклеенный кожзаменителем).
- Диапазон частот: 150…415 кГц (ДВ) и 520…1600 кГц (СВ).
- Промежуточная частота — 465 кГц.
- Чувствительность на внутреннюю магнитную антенну — не хуже 1 мВ/м.
- Номинальная выходная мощность при питании от сети — 0,04 Вт, при питании от батарей — 0,03 Вт.
- Потребляемая мощность:
  - от сети — не более 6 Вт;
  - от батарей — не более 1 Вт.
- Источники питания:
  - анодная батарея 75-АМЦГ-22 («Дорожный») с ЭДС 78 В и два элемента 1КС-У-3, 1КХС-30 или 1,6-ФМЦ-У-3 по 1,5 В для питания цепей накала, размещаемые в корпусе приёмника;
  - внешний блок питания от сети 110/127/220 В 50 Гц. Блок выполнен в виде подставки под приёмник, сетевое питание включается автоматически, когда приёмник ставят на подставку. Источник анодного напряжения — бестрансформаторный, сетевое напряжение подается непосредственно на выпрямитель. По этой причине шасси и другие компоненты приёмника при работе от сети гальванически связаны с ней, и обращение с приёмником требует известной осторожности;
  - внешние источники анодного (70 В) и накального (1,2 В) напряжения.
- Габариты и масса:
  - приёмника — 255×90×165 мм, 2,4 кг;
  - выпрямителя — 230×120×33 мм.
- Цена (до реформы 1961 г.) — 310 руб. 50 коп.

Позже под названием «Турист» Муромский радиозавод выпускал приёмники для автобусов (с 1970 г.), а Грозненский радиозавод — дешевые портативные приёмники (с 1986 г.).

## В искусстве
Приёмник можно видеть в кинофильмах «Полосатый рейс» (сцена на пляже), «Водил поезда машинист» (герой Л. Куравлева слушает его в кабине паровоза), «Алёшкина любовь», где молодой геолог привез с собой это чудо техники в буровой лагерь, и в телефильме «Следствие ведут знатоки. Чёрный маклер» (в квартире подруги Шутикова). В кинофильме «Карьера Димы Горина» этот приёмник присутствует в эпизоде встречи героями фильма нового 1960 года.